# AS 치타델라
아소차치오네 스포르티바 치타델라(Associazione Sportiva Cittadella S.p.A.)는 이탈리아 베네토주 치타델라에 위치한 이탈리아 축구 클럽이다.
AS 치타델라는 1973년에 U.S. 치타델렌세와 A.S. 올림피아의 합병으로 창단되었다. 창단 초기에는 아마추어 리그에서 활동하다가 1988년에 프로 축구 리그인 세리에 C2로 승격했으며 이후 1999년에 처음으로 세리에 B로 승격하였다.

## 역사
AS 치타델라는 1973년에 US 치타델렌세와 AS 올림피아를 합병하여 세워졌다. 클럽은 세워진 초창기를 대부분을 아마추어 리그나 하부 리그격인 세리에 C1이나 세리에 C2에서 보냈다. 그러던중 1999년 플레이오프 결승전에서 브레셀로 칼초를 꺾고 세리에 B로 승격하였으며 2년뒤에 강등당하기 전까지 리그에서 중위권 성적을 유지했었다. 세리에 B에 있었던 동안에 치타델라는 팬기반층과 관중수 증가를 위해 파도바에 있는 스타디오 에우가네오에서 경겨를 하였고 클럽의 명칭도 AS 치타델라 파도바로 개명하기도 했다.
2008년에 현 감독인 클라우디오 포스카리니 감독의 지휘하에 플레이오프에서 US 크레모네세를 꺾고 세리에 B로 다시 돌아왔다. 치타델라는 자신들의 연고지에서만 경기를 하라는 명령을 받고 관중 수용량 7500명가량의 스타디오 피에르 체사레 톰볼라토 건설에 집중했다(이탈리아축구협회의 특별허가였다. 사실 세리에 B에 속한 축구팀들은 홈관중 수용량이 최소 1 만석이 되도록 요구되었기 때문이다.). 치타델라는 시즌 첫 홈 경기를 40 km가량 떨어진 트레비소의 스타디오 오모보노 텐니 경기장에서 치렀다. 약간의 지연후에 2008년 10월 29일에 치타델라는 그들의 완공된 새로운 홈경겨장에서 AC 안코나를 상대로 경기를 치렀다.
다음 시즌에는 치타델라는 레체와 만토바를 각각 5:1, 6:0으로 꺾으며 시즌을 6위로 끝내어 플레이오프에 진출했다. 허나 브레시아에 패배하며 승격을 놓쳤다.

## 선수 명단

### 현역
2013년 1월 31일 기준

참고: FIFA 자격 규정에 따라 소속된 국가대표팀 국기를 표시합니다. 선수는 복수의 FIFA 비회원국 국적을 가지고 있을 수 있습니다.
| 번호 | 포지션 | 국적   | 이름                                |
| ---- | ------ | ------ | ----------------------------------- |
| 1    | GK     |        | 안토니오 피에르본                   |
| 2    | DF     |        | 페르디난도 비토프란체스코           |
| 3    | DF     |        | 안드레아 데 비토 (밀란에서 임대)    |
| 4    | DF     |        | 크리스티아노 비라기                 |
| 5    | DF     |        | 미켈레 펠리체르                     |
| 6    | DF     | 세네갈 | 모하메드 콜리                       |
| 7    | MF     |        | 눈초 디 로베르토                    |
| 8    | DF     |        | 시모네 페코리니 (인테르에서 임대)   |
| 9    | FW     |        | 사무엘 디 카르미네                  |
| 11   | MF     |        | 마티아 미네소 (비첸차에서 임대)     |
| 13   | FW     |        | 안토니오 디 나르도                  |
| 14   | FW     |        | 니콜라오 두미트루 (나폴리에서 임대) |
| 15   | DF     |        | 시모네 치안초                       |

| 번호 | 포지션 | 국적     | 이름                            |
| ---- | ------ | -------- | ------------------------------- |
| 16   | MF     |          | 다니엘레 바셀리                 |
| 17   | DF     |          | 에도라르도 고리니               |
| 18   | MF     |          | 에로스 스키아본                 |
| 19   | DF     | 우루과이 | 크리스티안 소사                 |
| 20   | FW     |          | 리카르도 마르티냐고             |
| 21   | FW     |          | 라파엘레 페르나                 |
| 22   | GK     |          | 알렉스 코르다츠 (주장)          |
| 23   | MF     |          | 안드레아 파올루치               |
| 24   | MF     |          | 마시밀리아노 부셀라토           |
| 25   | FW     |          | 안토니오 바조                   |
| 26   | DF     |          | 다니엘레 가스페라토             |
| 27   | FW     |          | 니콜로 자네티 (시에나에서 임대) |

## 역대 감독
| 감독        | 임기        |
| ----------- | ----------- |
| 롤란도 마란 | 2002 ~ 2005 |